# Pädagogische Universität Maputo
Die Pädagogische Universität Maputo (portugiesisch Universidade Pedagógica de Maputo, abgekürzt UP) ist nach der Eduardo-Mondlane-Universität die zweitgrößte Universität Mosambiks. Schwerpunkt der UP ist die Lehrerausbildung für alle Ebenen des nationalen Bildungssystems. Der Hauptsitz der Universität befindet sich in der Rua João Carlos Raposo Beirão nº 135 in Maputo.

## Geschichte
Die Vorläuferinstitution, das Instituto Superior Pedagógico (ISP; deutsch etwa: „Höheres Pädagogisches Institut“), wurde 1985 durch einen Erlass (Nr. 73/85) der mosambikanischen Regierung vom 4. Dezember 1985 gegründet. Im Jahre 1986 nahm das Institut seinen Betrieb auf. Schließlich erfolgte mit dem Regierungserlass (Nr. 13/95) vom 25. April 1995 die Inkraftsetzung einer Hochschulsatzung und damit die Umwandlung des Instituts zur Universität.
Im Jahr 2019 wurde bekannt, dass seitens der Regierung Planungen erarbeitet wurden, die Universität aufzulösen und an ihrer Stelle fünf neue Hochschuleinrichtungen im Lande zu gründen. Die UP soll dabei über einen Zeitraum schrittweise auslaufen. Die neuen Hochschulstandorte sind im Einzelnen: Die Universität Rovuma (UniRovuma) durch Integration der UP Niassa, UP Nampula und UP Montepuez. Die bereits gegründete Licungo-Universität (UniLicungo), als Zusammenschluss der UP Beira und der UP Quelimane. Ferner die Universität Púngoè (UniPúngoè), die durch Zusammenlegung von der UP Manica und  UP Tete entstand sowie die Universität Save (UniSave), der Zusammenschluss aus UP Massinga, UP Maxixe und der UP Gaza. Verbleiben soll in der Hauptstadt innerhalb der Universität Maputo (UniMaputo) die pädagogische Hochschulausbildung, worin der Hauptsitz der UP bereits integriert ist.

## Fakultäten
Die nachfolgend aufgeführten Fakultäten bilden den akademischen Bereich der Universität:
- Ciências da Linguagem, Comunicação e Arte (FCLCA; Fakultät für Sprachen, Kommunikation und Kunst)
- Ciências Naturais e Matemática (FCNM; Fakultät für Naturwissenschaften und Mathematik)
- Ciências Sociais e Filosofia (FCS; Fakultät für Sozialwissenschaften und Philosophie)
- Ciências da Terra e Ambiente (FCTA; Fakultät für Geo- und Umweltwissenschaften)
- Ciências da Educação e Psicologia (FACEP; Fakultät für Pädagogik und Psychologie)
- Ciências de Educação Física e Desporto (FEFD; Fakultät für Körpererziehung und Sportwissenschaften)
- Economia e Gestão (FEG; Fakultät Wirtschaft und Management), früher Escola Superior de Contabilidade e Gestão (ESCOG)
- Engenharias e Tecnologias (FET; Fakultät Ingenieurwesen und Technologie), Universitätscampus Lhanguene, Fachbereiche: Ingenieurwesen, Agrar- und Viehwirtschaft, Technologie und Kunst

## Regionalstandorte
Die Universität unterhält in allen mosambikanischen Provinzen Regionalstandorte, um die Studiengänge relativ wohnortnah anzubieten. Eine grundhafte Strukturänderung in Form mehrerer eigenständiger Hochschuleinrichtungen wurde 2019 unter Federführung des Ministers für Wissenschaft und Technologie Jorge Nhambiu von der mosambikanischen Regierung beschlossen und befindet sich in Umsetzung.

## Periodika
Die Universität gibt eine eigene, sie betreffende Zeitschrift heraus, den Glocal NewsLetter. Aus dem Kreis der Fakultäten erscheinen einige Fachzeitschriften.